# Capità Harlock (pel·lícula)
Capità Harlock (宇宙海賊キャプテンハーロック, Uchū Kaizoku Kyaputen Hārokku, estrenada com Space Pirate Captain Harlock al Japó) és una pel·lícula de ciència-ficció anime de CG en 3D japonesa del 2013 dirigida per Shinji Aramaki. És la pel·lícula japonesa d'anime CG més cara de tots els temps, amb un pressupost de producció de 3.000 milions de iens (30 milions de dòlars) i va ser un fracàs de taquilla, ja que va recaptar només 19 milions de dòlars del seu pressupost de 30 milions de dòlars. Ha estat doblada al català.

## Argument
A mesura que els recursos disminueixen, cinc-cents mil milions de colons tornen a la Terra, provocant la Guerra de Retorn a casa pels recursos restants de la Terra. La sagnant guerra només acaba quan un govern autoritari, la sanció Gaia, declara la Terra un planeta sagrat prohibit a la humanitat. Amb l'ajuda de quatre vaixells imparables impulsats per tecnologia alienígena, la flota d'Harlock impedeix la recolonització de la Terra fins que un tractat permet que l'elit diplomàtica immigri. Enfurismat per aquesta traïció, Harlock activa la sanció Gaia. Amb la seva nau, l' Arcadia, molt malmesa, Harlock allibera la matèria fosca de la nau. Amb la intenció d'encasella la Terra en un camp de força protector, esdevé inhabitable. L' Arcàdia sobreviu però canvia per sempre. Ara un pirata immortal, Harlock promet expiar.
Gaia oculta l'estat de la Terra amb un holograma gegant per mantenir el poder. Harlock i la seva tripulació roben 100 ogives de la Gaia Sanction per "començar de nou". L'almirall Isora recluta el seu germà petit, Yama, per matar Harlock. Yama accepta, desesperat per expiar un accident infantil que va paralitzar Isora i va ferir greument el seu amor mutu, la Nami. Harlock, conscient del seu pla, permet a Yama infiltrar-se a la seva tripulació. Durant una missió per instal·lar la penúltima ogiva, Yama s'assabenta que el pla d'Harlock és interrompre el corrent temporal i alterar la història fent explotar les ogives en llocs estratègics de l'univers. Quan la missió va malament, Yama es condemna a salvar un company de tripulació. Harlock rescata a Yama, que es planteja breument executar Harlock. A bord de l' Arcadia, les paraules i l'actitud d'en Harlock i l'acceptació de la tripulació convencen a Yama de seguir-lo.
La sanció Gaia permet a Isora utilitzar una superarma per aturar Harlock. Harlock esquiva la flota de Gaia utilitzant hologrames. Isora destrueix l' Arcadia amb la superarma, però aquest és un altre holograma. L' Arcadia real embosca a la flota, aixafa el vaixell insígnia d'Isora i Harlock pren la tripulació com a ostatge. Un cop a la Terra i passada la gran il·lusió, la tripulació està horroritzada pel destí de la Terra. Isora revela el veritable pla d'en Harlock: Harlock té la intenció de destruir l'univers actual i renéixer un de nou.
Sorprès, Yama fa costat a Isora, i l' Arcadia s'allunya de la Terra, aparentment per voluntat pròpia. Yama ajuda a Isora i la seva tripulació a fer-se càrrec de l' Arcadia. Amb el vaixell i la tripulació empresonats, l'Isora s'enfronta a la Nami, que va informar a Yama dels seus plans tàctics. La Nami s'adona que ella és la font del turment d'Isora, no Yama. La Nami provoca que Isora faci que el seu suport vital falli. Quan la Nami mor, ella admet estimar-lo i sacrificar-se per portar-li la pau.
Isora menteix sobre la mort de la Nami. Sense creure en Isora i perseguit per la mort de la Nami, Yama torna a la Terra, on troba un prat de flors. Yama interromp l'execució pública d'en Harlock i allibera la tripulació de l' Arcadia. Yama diu que tant ell com en Harlock estaven equivocats, i els ensenya una flor. Superat per la possibilitat d'un pacífic "començant de nou", Harlock abandona els seus plans anteriors i decideix exposar la sanció Gaia.
L' Arcadia evadeix la flota de Gaia i destrueix els emissors d'hologrames de la Terra. La veritat exposada de la condició de la Terra desestabilitza la Sanció Gaia, que depèn d'una veneració quasi religiosa de la Terra per legitimar el seu govern. Desesperat per contenir la situació, el líder de la Sanció Gaia decideix utilitzar un canó de partícules per destruir l' Arcàdia. Adonar-se que la Terra també podria ser destruïda, Isora aboca l' Arcàdia i l'allunya de la Terra. Els dos vaixells s'embarquen mútuament, causant moltes baixes a banda i banda.
Yama s'enfronta a Isora. Isora dispara a la cara d'en Yama, deixant-lo cicatrius de manera semblant a Harlock. Harlock fereix mortalment a Isora, salvant Yama. Quan Isora els adverteix sobre el canó de partícules, Harlock comenta que Isora va ser l'únic que es va mantenir fidel a la Terra. Harlock torna a alliberar la matèria fosca de l' Arcàdia. Amb l' Arcadia allunyat de la Terra i protegit per un escut de matèria fosca, tant la Terra com l' Arcadia sobreviuen a l'explosió del canó. Quan Isora mor, explica que va salvar la Terra perquè sabia que la Nami i la seva mare estimaven les flors.
Després que l' Arcadia aterri accidentalment a la Terra, Harlock posa el detonador final i diu que una altra guerra de tornada a casa és inevitable. Creient que la Terra és un regal de la Nami i l'Isora, Yama es nega a destruir-la. Li agrada la seva resposta, Harlock dóna el detonador a Yama i diu que l'univers necessita el mite del capità Harlock. Quan la flota de Gaia Sanction s'enfronta a l' Arcàdia, la tripulació es desperta, aparentment curada per la matèria fosca, i el vaixell s'escapa, ara comandat per Yama, que esdevé el nou capità Harlock.

## Repartiment
- Haruma Miura com a Yama Daiba (Logan en edició en anglès)
- Shun Oguri com a Capità Harlock
- Yū Aoi com a Miime (Mimay en anglès)
- Arata Furuta com a Yattaran (Yullian al llançament als EUA)
- Ayano Fukuda com Tori-san
- Toshiyuki Morikawa com Isora Daiba (Ezra en anglès)
- Maaya Sakamoto com a Nami
- Miyuki Sawashiro com a Kei
- Kiyoshi Kobayashi com a Roujin
- Chikao Ōtsuka com a Soukan

### Repartiment de veu en anglès
- Adam Gibbs com a Logan (Yama Daiba a la versió original)
- David Matranga com a Capità Harlock
- Emily Neves com a Mimay (Miime a la versió original)
- Jessica Boone com a Kei
- Rob Mungle com a Yullian (Yattaran a la versió original)
- Mike Yager com a Ezra (Isora Daiba a la versió original)
- Rebekah Stevens com a Nami

## Producció
El 2010, Toei Animation va desenvolupar un pilot per a un remake de gràfics per ordinador de l'anterior sèrie de televisió inspirada en manga, i el va presentar a la Fira Internacional de l'Anime de Tòquio aquell any. L'any següent van presentar una preestrena de Capità Harlock al Festival Internacional de Cinema d'Animació d'Annecy. Aquest és el pressupost de producció més alt de la història de Toei amb l'equivalent a més de 30 milions USD. La història va ser reconstruïda per l'escriptor Harutoshi Fukui per reflectir els temes de la societat moderna i Toei va proporcionar la darrera tecnologia cinematogràfica per a la pel·lícula. Amb un pressupost de producció de 3.000 milions de iens (30 milions de dòlars), va superar Steamboy (2004) de Katsuhiro Otomo es va convertir en la pel·lícula d'anime japonesa més cara de tots els temps.
Es va publicar un tràiler internacional narrat en anglès per a la seva promoció. Es va mostrar a la competició del 70è Festival Internacional de Cinema de Venècia i va ser projectat al 33è Festival Internacional de Cinema de Hawaii.

## Recepció

### Taquilla
Al setembre de 2013, havia recaptat 437.326.416 iens (4.452.519 dòlars EUA) a la taquilla japonesa. Iva guanyar 500 milions de iens (5.123.179 dòlars) al Japó.
Capità Harlock és la pel·lícula japonesa més taquillera que s'ha projectat mai a Itàlia, amb uns 6,8 milions de dòlars EUA a finals de gener de 2014. Després d'haver guanyat més a França i Itàlia que al Japó, la pel·lícula va guanyar 13.557.798 dòlars bruts a l'estranger, que fa un total mundial de 18.680.977 dòlars.

### Recepció crítica
La pel·lícula va rebre ressenyes diverses de la crítica. El cineasta James Cameron va elogiar la pel·lícula per la seva animació CGI i l'ús del 3D.
Va ser reconeguda com la millor pel·lícula d'animació internacional a la cinquena edició dels Premis 3D Creative Arts celebrada als Warner Bros. Studios a Los Angeles el 28 de gener de 2014. Va ser nominat al Premi de l'Acadèmia del Japó a l’animació de l'any alf 37s Premis de l'Acadèmia del Japó.Va guanyar el premi Lumière a la millor funció internacional en 3D – categoria d'animació al 3D Creative Arts Award (2014).